# Agustín Camacho Bayo
Agustín Camacho Bayo (Almeria, 19 marzo 1960) è un ex calciatore spagnolo di ruolo difensore o centrocampista.

## Carriera

### Club
Esordì nel calcio professionistico a 18 anni con l'AD Almería, nella Segunda División, nel 1978, allenato da José María Maguregi. Collezionò 22 presenze nella sua prima stagione, vincendo il campionato cadetto e ottenendo dunque la promozione in massima serie. Debuttò nella Liga spagnola il 16 settembre 1979 contro il Real Saragozza. Nel 1981 l'Almería arrivò all'ultimo posto in campionato, retrocedendo così in Segunda División. Nella stagione seguente la squadra retrocesse ulteriormente, anche a causa di una penalità di 4 punti imposta dalla Federazione calcistica spagnola, che fu fatale ai fini della classifica per il club andaluso. Camacho lasciò il club dopo quattro anni e 116 partite, delle quali 40 in massima serie.
Giocò per due anni nella Segunda División con l'Elche CF. Chiuse la carriera giocando in Segunda División B, indossando le maglie di Palencia CF, Albacete, Melilla e Pontevedra. Si ritirò nel 1989.

#### Nazionale
Nel 1979 fu convocato da Chus Pereda nelle selezioni giovanili spagnole Under-19 e Under-20. Prese parte al Campionato mondiale di calcio Under-20 1979 in Giappone.

## Palmarès

### Club

#### Competizioni nazionali
- Segunda División spagnola: 1

Almeria: 1978-1979